# HD 9446 c
HD 9446 c é um planeta extrassolar que orbita a estrela HD 9446, a cerca de 170 anos-luz da Terra na constelação de Triangulum. Sua descoberta foi anunciada em 5 de janeiro de 2010.
HD 9446 c possui uma massa mínima de 1,82 massas de Júpiter e uma órbita pouco excêntrica com um período de cerca de 193 dias.